# Tanytarsus parenti
Tanytarsus parenti är en tvåvingeart som beskrevs av Maurice Emile Marie Goetghebuer 1931. Tanytarsus parenti ingår i släktet Tanytarsus och familjen fjädermyggor.
Artens utbredningsområde är Belgien. Inga underarter finns listade i Catalogue of Life.